# Talavera tuvensis
Talavera tuvensis là một loài nhện trong họ Salticidae.
Loài này thuộc chi Talavera. Talavera tuvensis được Dmitri Viktorovich Logunov & Torbjörn Kronestedt miêu tả năm 2003.